# Florula Ochotensis Phaenogama
Florula Ochotensis Phaenogama o (abreviado) Fl. Ochot. Phaenog. es un libro sobre botánica escrito conjuntamente por los botánicos: Carl Anton von Meyer y Ernst Rudolph von Trautvetter y publicado en el año 1856.